# Petrus Dorlandus
Petrus Dorlandus, ook Dorlandus van Diest, Petrus Dorlant, Petrus van Doorland, (Waalhoven bij Velp, 1454 – Diest, 25 augustus 1507) was de vicaris van het kartuizerklooster van Diest. Hij schreef de Corona Cartusiana, een geschiedenis van de Kartuizer orde tot 1468 en de Historie van S. Anna (1501). 
Ook wordt Petrus Dorlandus veelal beschouwd als de auteur van de bekende moraliteit Elckerlijc: de letterkundige Henri Logeman (1862-1936) identificeerde hem als de Peter van Diest die in een 16de-eeuwse Latijnse bewerking van de tekst als schrijver wordt genoemd, een interpretatie die thans meestal wordt overgenomen (zie verder Peter van Diest, ook voor andere opvattingen).
- Bibsys: 90362715
- Biblioteca Nacional de España: XX1766932
- Biografisch Portaal: 29127977
- Gemeinsame Normdatei: 100940102
- Library of Congress Control Number: n91800580
- Nationale Bibliotheek van Tsjechië: ola2002153591
- Nederlandse Thesaurus van Auteursnamen: 071706984